# Pokey Chatman
Dana (Pokey) Chatman (Ama, Louisiana, 18 juni 1969) is een Amerikaans voormalig basketbalspeelster en coach.

## Carrière
Chatman speelde voor het team van de LSU Lady Tigers in de NCAA van 1987 tot 1991. In 1992 werd ze assistent-coach bij de LSU Lady Tigers. In 2004 werd ze de hoofdcoach van de LSU Lady Tigers, dat ze tot 2007 bleef. In 2005 was ze assistent-coach bij het damesteam van de Verenigde Staten. In 2007 werd Chatman assistent-coach bij Sparta&K Oblast Moskou Vidnoje in Rusland. In de zomer van 2009 was ze hoofdcoach van het damesteam van Slowakije op het Europees kampioenschap basketbal vrouwen 2009. Ze werden achtste. In 2009 werd ze hoofdcoach van Sparta&K Oblast Moskou Vidnoje, dat ze tot 2013 zou blijven. Van 2011 tot 2016 was ze hoofdcoach van Chicago Sky in de WNBA. In 2016 stapte Chatman over naar Indiana Fever, waar ze tot 2019 zou blijven. In 2022 werd ze assistent-coach bij Seattle Storm.